# Mostafa Meshaal
 (novembre 2022).
Si vous disposez d'ouvrages ou d'articles de référence ou si vous connaissez des sites web de qualité traitant du thème abordé ici, merci de compléter l'article en donnant les références utiles à sa vérifiabilité et en les liant à la section « Notes et références ».
Mostafa Meshaal (en arabe : مصطفى طارق مشعل), né le 28 mars 2001, est un footballeur international qatarien, qui évolue au poste de milieu relayeur avec l'Al-Sadd SC.

## Biographie

### Carrière en club
Mostafa Mashaal est formé par l'Al-Sadd SC. C'est avec ce club qu'il fait ses débuts en professionnel, jouant son premier match le 23 décembre 2019, lors d'une rencontre de championnat face à l'Al-Gharafa SC. Remplaçant ce jour-là, il entre au jeu à la 85e à la place de Nam Tae-hee. L'Al-Sadd SC s'impose sur le score de cinq buts à un.

### Carrière internationale
Il reçoit sa première sélection en équipe du Qatar le 26 août 2022, contre la Jamaïque. Lors de cette rencontre amicale, les deux équipes se quittent sur le score d'un but partout.
Le 11 novembre 2022, il est sélectionné par Félix Sánchez Bas pour participer à la Coupe du monde 2022.